# Dioscorea cayenensis
Dioscorea cayenensis — вид ямсу з роду Dioscorea, який є широко споживаною одомашненою культурою Західної Африки. Діоскорея кругла іноді розглядається як підвид, а іноді також як окремий вид.  Загальні назви включають гвінейський ямс, жовтий ямс і жовтий гвінейський ямс.
Це можливо триплоїдний гібрид між культивованим D. rotundata та диким D. burkilliana. 